# (541080) 2018 QZ4
(541080) 2018 QZ4 es un asteroide perteneciente al cinturón exterior de asteroides descubierto el 18 de octubre de 2007 por el equipo del Lowell Observatory Near-Earth-Object Search desde la Estación Anderson Mesa (condado de Coconino, cerca de Flagstaff, Arizona, Estados Unidos).

## Designación y nombre
Designado provisionalmente como 2018 QZ4.

## Características orbitales
2018 QZ4 está situado a una distancia media del Sol de 3,234 ua, pudiendo alejarse hasta 3,919 ua y acercarse hasta 2,548 ua. Su excentricidad es 0,211 y la inclinación orbital 16,41 grados. Emplea 2124,34 días en completar una órbita alrededor del Sol.

## Características físicas
La magnitud absoluta de 2018 QZ4 es 15,8. 